# Liste der Bodendenkmäler in Röttenbach (Landkreis Roth)
Auf dieser Seite sind die Bodendenkmäler in der mittelfränkischen Gemeinde Röttenbach zusammengestellt. Diese Tabelle ist eine Teilliste der Liste der Bodendenkmäler in Bayern. Grundlage ist die Bayerische Denkmalliste, die auf Basis des Bayerischen Denkmalschutzgesetzes vom 1. Oktober 1973 erstmals erstellt wurde und seither durch das Bayerische Landesamt für Denkmalpflege geführt wird. Die folgenden Angaben ersetzen nicht die rechtsverbindliche Auskunft der Denkmalschutzbehörde.

## Bodendenkmäler in Röttenbach
| Lage                                   | Objekt | Akten-Nr.     | Bild |
| -------------------------------------- | --- | ------------- | ---- |
| Röttenbach (Landkreis Roth) (Standort) | Siedlung der Steinzeiten. | D-5-6831-0002 |      |
| Röttenbach (Landkreis Roth) (Standort) | Siedlung der Steinzeiten. | D-5-6831-0003 |      |
| Röttenbach (Landkreis Roth) (Standort) | Siedlung der Urnenfelderzeit. | D-5-6831-0004 |      |
| Röttenbach (Landkreis Roth) (Standort) | Siedlung der Urnenfelderzeit. | D-5-6831-0005 |      |
| Heideck (Standort)                     | Vorgeschichtlicher Bestattungsplatz mit Grabhügeln. | D-5-6832-0030 |      |
| Röttenbach (Landkreis Roth) (Standort) | Siedlung der Steinzeiten. | D-5-6832-0075 |      |
| Röttenbach (Landkreis Roth) (Standort) | Mittelalterliche und frühneuzeitliche Befunde im Bereich der ehem. Kath. Pfarrkirche St. Ulrich in Röttenbach, Friedhof des Mittelalters und der frühen Neuzeit. | D-5-6832-0166 |      |
| Röttenbach (Landkreis Roth) (Standort) | Mittelalterliche und frühneuzeitliche Befunde im Bereich der Kath. Filialkirche St. Sebastian in Niedermauk.                                                     | D-5-6832-0168 |      |
| Röttenbach (Landkreis Roth) (Standort) | Wallanlage vor- und frühgeschichtlicher Zeitstellung. | D-5-6832-0200 |      |